# Santons
Pour les articles homonymes, voir Santon.
Les Santons (en latin : Santones) sont un peuple gaulois qui occupe, durant l'Antiquité, un territoire couvrant la future province de Saintonge, soit actuellement le département français de la Charente-Maritime avec l'Ouest du département de la Charente et le Nord de la Gironde. Il a donné son nom à la ville de Saintes. L'Angoumois pourrait avoir été rattaché à la cité des Santons avant son institution en cité indépendante, ce point étant encore discuté par les spécialistes.

## Époque celtique
La date d'installation des Santons en Saintonge est inconnue. Il peut s'agir simplement des descendants des populations locales de l'âge du bronze, mêlés progressivement aux arrivants celtes entre les Ve et IIe siècles. Ils font le commerce du sel qu'ils extraient en des sites côtiers maintenant loin dans les terres. 
Selon d’autres hypothèses, ils auraient pu s’établir seulement à la fin du IIe siècle av. J.-C., venant du Sud de l’Allemagne (Champs Décumates).
De très nombreux objets ont été retrouvés sur tout le territoire.
Des monuments marquaient les sépultures ou les lieux sacrés : des stèles en forme d'obélisques épointés ont été trouvées à Roullet-Saint-Estèphe.

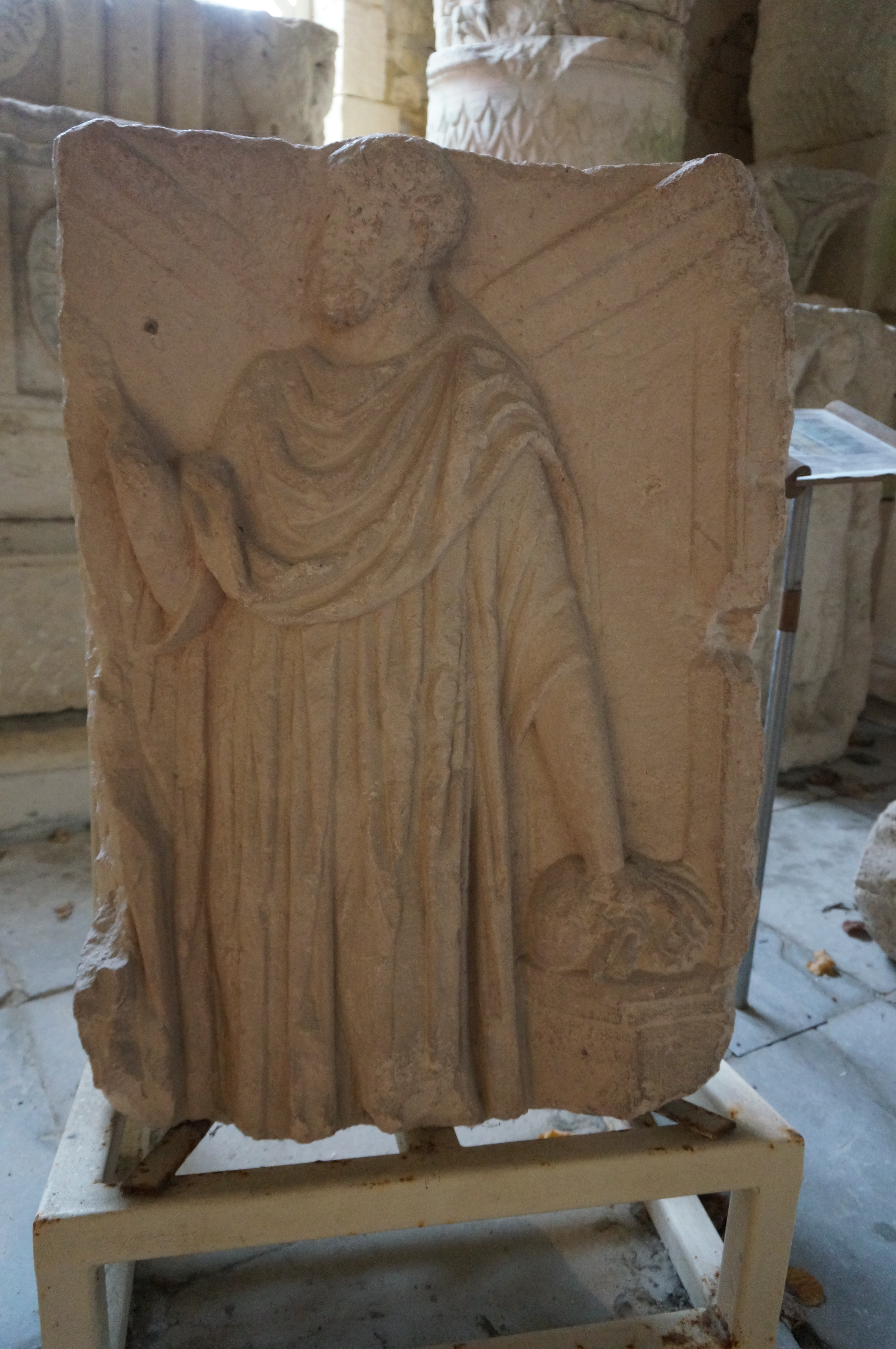
Santons au musée archéologique de Saintes.

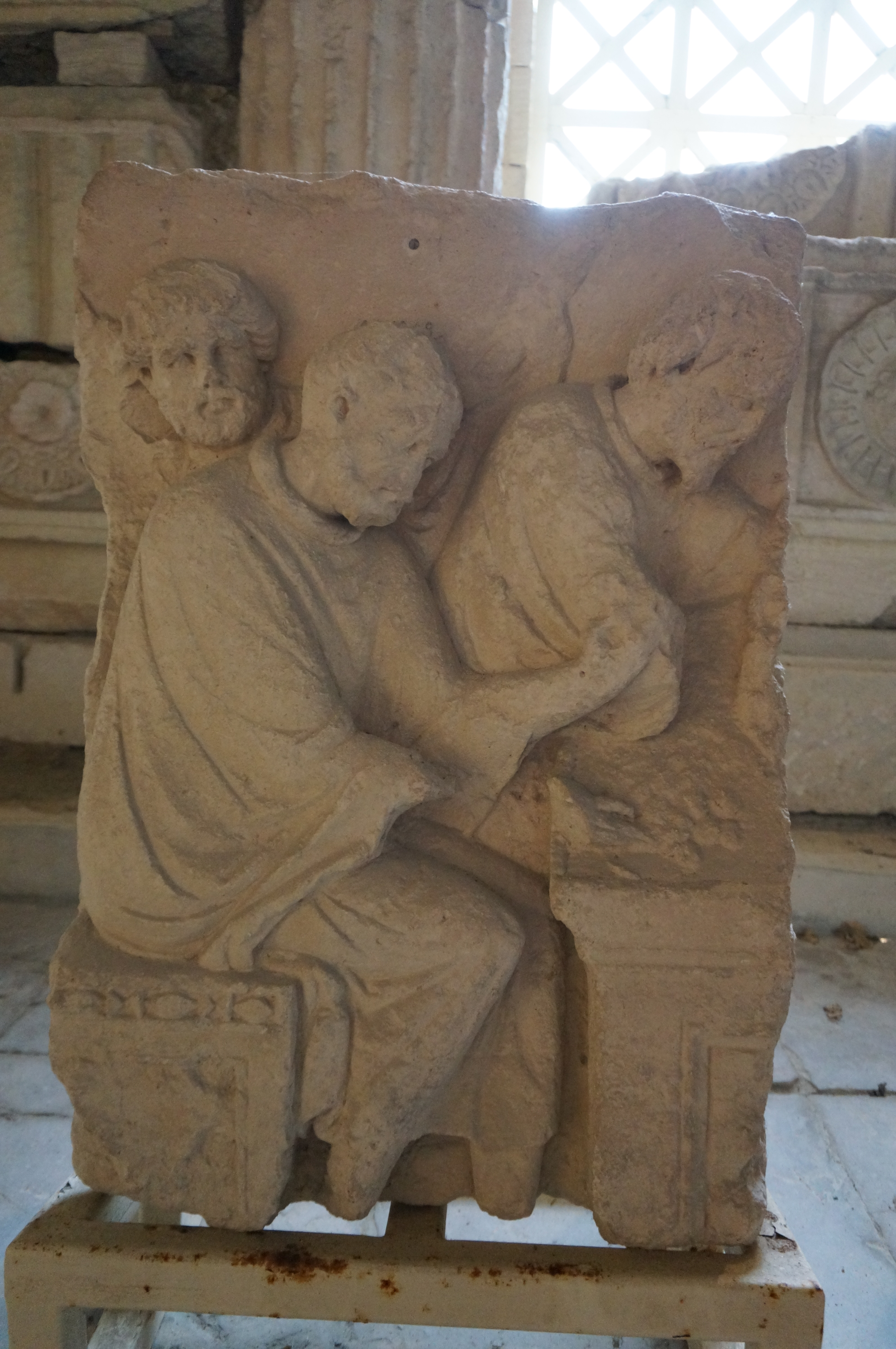
Santons au musée archéologique de Saintes.

### Activités
Des outils agricoles sont retrouvés sur de nombreux sites, des meules à grain, des pesons de tisserand, des creusets de bronzier. Des augets à sel et des piliers de four marquent l'activité de saulniers.
Par voie fluviale, le commerce du sel est attesté ainsi que le commerce du vin avec des anses marquées aux sceaux de Barzan et de Courcoury.

### Guerre des Gaules
En 60 av. J.-C. les Santons acceptent de recevoir l'ensemble du peuple des Helvètes qui sont sous la menace d'une invasion par les Germains, et projettent de les installer à l’embouchure de la Gironde, qu’ils dominent alors. César qui mesure le double danger de ce déplacement de population et de la menace pour Toulouse, riche en blé, et du renforcement des Santons, les envahit et les annexe en 58 av. J.-C., sans rencontrer de résistance. Il réquisitionne des navires santons et pictons. C'est le début de la guerre des Gaules.
Les Santons répondent à l'appel de Vercingétorix. Leur territoire est probablement amputé en représailles de l’embouchure de la Gironde, où sont installés les Bituriges Vivisques, venant du Centre de la Gaule. Dès lors commence leur romanisation.

## Époque gallo-romaine

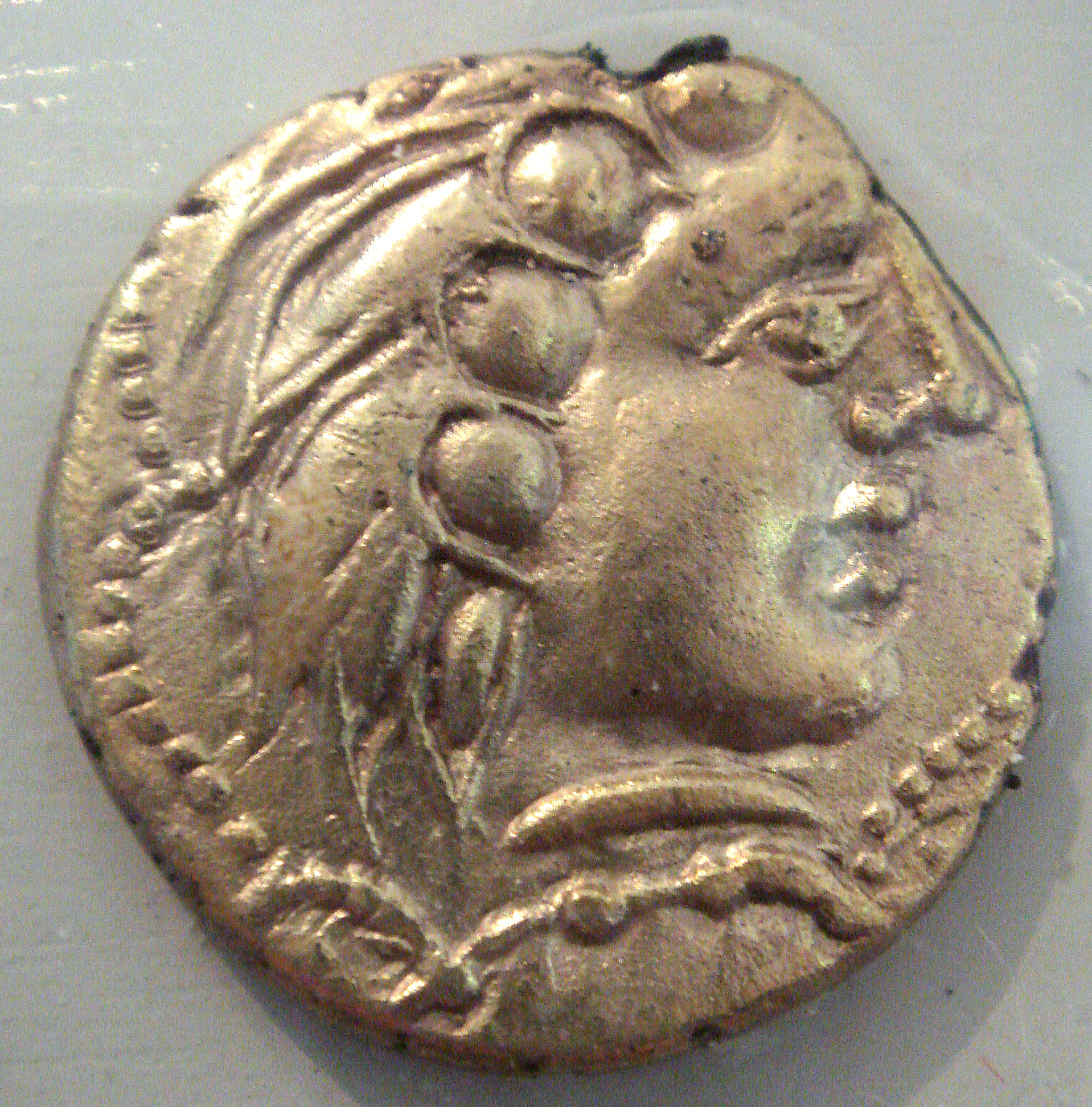
Pièce du Ier siècle du pays santons au Cabinet des médailles.

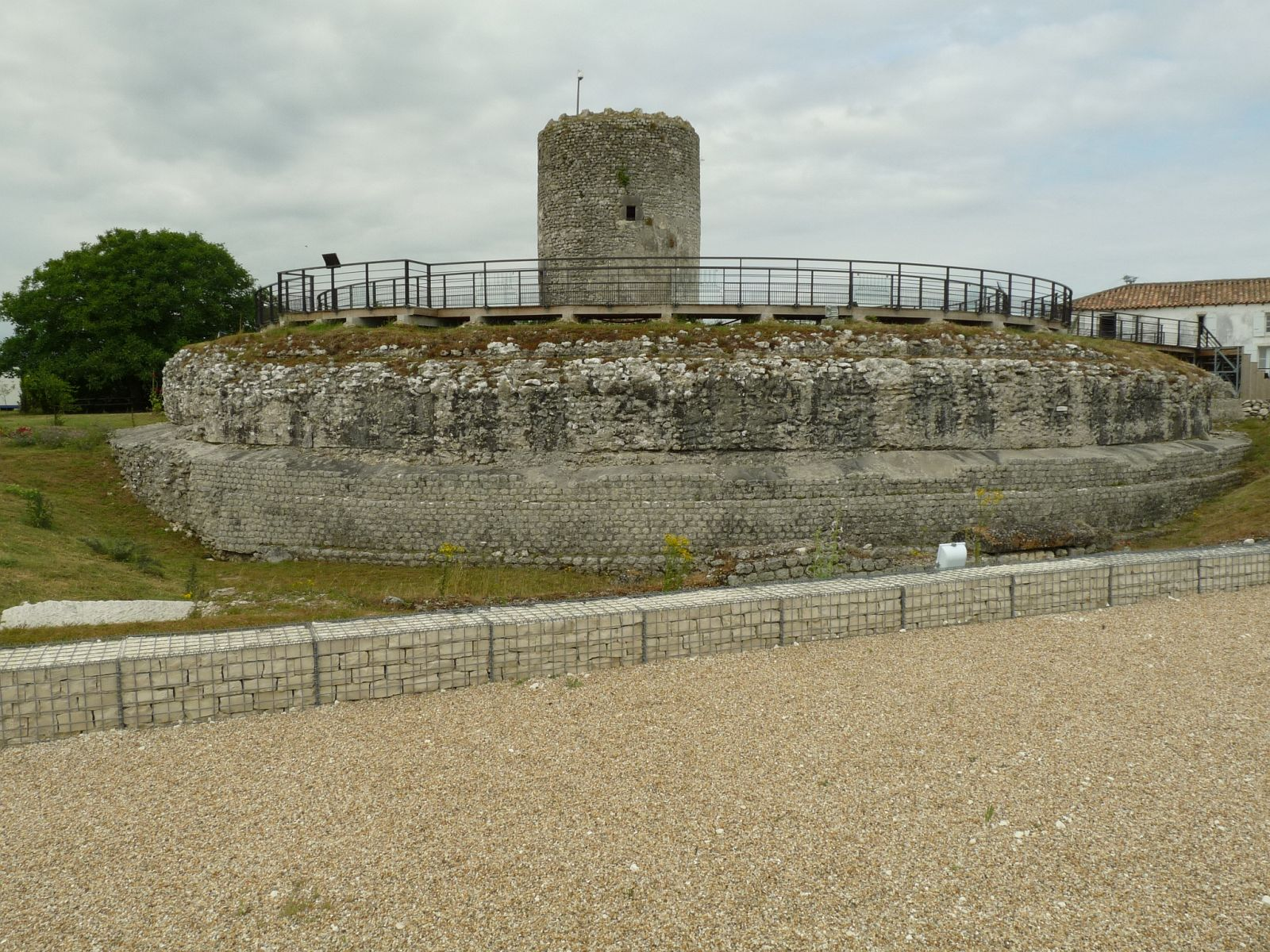
Occupation du site du Fâ.

Les constructions de villas sont nombreuses. Dès le règne d'Auguste, la ville de Saintes, alors nommée Mediolanum Santonum, joue un rôle important puisqu'elle devient dès le Ier siècle av. J.-C. la capitale de la civitas santonum (la cité des Santons, subdivision administrative romaine) et de la province de Gaule aquitaine.
Comme capitale de la plus grande province de Gaule, Saintes est dotée de nombreux monuments : l'amphithéâtre de Saintes, l'arc de Germanicus un arc votif qui était sur le pont sur la Charente et a été déplacé, les thermes de Saint-Saloine et un aqueduc.
La Charente romanisée est traversée par la via Agrippa Lyon-Saintes (début des années 30 av. J.-C.) fondée sur le tracé gaulois existant Lyon-Saintes mais aussi par une voie nord-sud qui la croise près du théâtre des Bouchauds. Ces routes et le fleuve, navigable de la mer jusqu'à Angoulême, permettaient un important commerce. Cognac et Jarnac étaient de grands ports avec des entrepôts à Merpins, Crouin et Chatenet.
Barzan (le site du Fâ) qui était déjà le port maritime des Santons est devenu une importante cité portuaire gallo-romaine avec ses bâtiments publics dont des thermes romains, ses entrepôts, ses temples, ses habitations. C'est aussi une route de commerce de l'étain extrait des mines, entre autres de Cornouailles[réf. nécessaire].
Les implantations de légionnaires retraités sont nombreuses sur tout le territoire (tous les Coulonges et leur cadastre caractéristique).
Les Santons semblent alors être totalement romanisés.

## Antiquité tardive
Les Santons sont christianisés du IVe siècle au Ve siècle bien que suivant la légende saint Eutrope, évêque de Saintes et martyr, aurait commencé à christianiser la région de Saintes avant.